# IPhone 13
Das iPhone 13 ist ein Smartphone aus der iPhone-Reihe des US-amerikanischen Unternehmens Apple. Es ist der Nachfolger des iPhone 12 als auch der Vorgänger des iPhone 14 und wurde von Apple-CEO Tim Cook im Apple Park gemeinsam mit dem leistungsfähigeren iPhone 13 Pro am 14. September 2021 erstmals der Öffentlichkeit vorgestellt. Es ist vor allem durch die diagonale Anordnung seiner zwei Hauptkameras gut von anderen iPhone-Modellen unterscheidbar. Das iPhone 13 gibt es auch mit einem kleineren Display in der Ausführung iPhone 13 mini. Als Prozessor kommt Apples eigener System-on-a-Chip (SoC) Apple A15 Bionic zum Einsatz. Die Vorbestellungsphase begann am 17. September 2021, die ersten Geräte kamen zum 24. September 2021 in den Versand und in die Apple-Stores.

## Design
Das Design des iPhone 13 entspricht im Wesentlichen dem des iPhone 12.
Es besitzt weiterhin ein 6,1″ großes Display und ist in sechs verschiedenen Farbvarianten, mit den Bezeichnungen Rosé (engl. Pink), Blau (engl. Blue), Mitternacht (engl. Midnight), Polarstern (engl. Starlight), Rot (in Kooperation mit der Initiative Product Red) und, seit März 2022, Grün (engl. Green), verfügbar. Auf der Vorderseite gibt es weiterhin eine Notch, welche in der Breite ca. 20 % schmaler ist, in der Höhe dafür um ca. 1 mm gewachsen ist. In dieser sind der neben dem Hörer zum Telefonieren, der sich nun am oberen Rand der Notch befindet, auch die Komponenten für Face ID und die Frontkamera verbaut. Auf der Rückseite haben die Geräte jeweils zwei Kameralinsen. Die Kameras sind nicht mehr untereinander angeordnet, sondern diagonal. Die Größe des sog. „Kamera-Buckels“ hat sich jedoch nicht verändert. Das Apple-Logo auf der Rückseite befindet sich weiterhin mittig, auch gibt es weiterhin keine Schrift mehr auf der Rückseite. Die Rückseite besteht wie beim Vorgänger weiterhin aus Glas, um induktives Laden zu ermöglichen. Das Glas im Kameragehäuse ist matt, das der restlichen Rückseite glänzend. Alle vier Ecken sind abgerundet. Das iPhone 13 ist außen 146,7 mm hoch, 71,5 mm breit, 7,65 mm tief und wiegt 173 g.
Der Rahmen des iPhone 13 besteht aus Aluminium.
Das iPhone 13 ist laut Apple als wasserdicht gegen Eintauchen für bis zu 30 min in einer Wassertiefe von bis zu 6 m nach IEC-Norm 60529 unter IP68 klassifiziert, Apple gibt jedoch keine Garantie für Wasserschäden.

## Technische Daten
Gegenüber dem Vorgänger bietet das iPhone 13 einige technische Verbesserungen; die wichtigsten Neuerungen sind:

### Display
Das Display ist wie beim Vorgänger 6,1″ groß. Das OLED-Display hat eine Auflösung von 2532 × 1170 Pixeln, was einer Pixeldichte von 460 ppi entspricht. Es unterstützt die Ausgabe von HDR-Inhalten und besitzt den DCI-P3-Farbraum. Das typische Kontrastverhältnis beträgt 2.000.000:1. Die maximale typische Helligkeit beträgt 800 Nits. Die maximale Helligkeit von 1200 Nits wird nur bei der Wiedergabe von HDR und im automatischen Helligkeitsmodus unterstützt. Diese Helligkeit kann nicht vom Nutzer eingestellt werden. Geschützt ist das Display durch ein „Ceramic Shield“. Dabei handelt es sich um einen Glas-Keramik-Mix, den Apple in enger Zusammenarbeit mit Corning entwickelt hat. Das Display soll dadurch bei Stürzen bis zu vier Mal besser geschützt werden.

### Prozessor
Apple verwendet im iPhone 13 den hauseigenen A15-Bionic-System-on-a-Chip. Hinsichtlich der CPU entspricht der im iPhone 13 eingebaute A15-Bionic dem des iPhone 13 Pro, die GPU besteht jedoch lediglich aus vier statt fünf Kernen. Die Größe des Arbeitsspeichers beträgt weiterhin 4 GB. Apple bleibt bei der Produktion bei dem 5-nm-Verfahren. Die verfügbaren Speichergrößen sind 128 GB, 256 GB und 512 GB.

### Kameras
Die Kamera wurde im Vergleich zum Vorgänger verbessert. So arbeitet die optische Bildstabilisierung mit der aufwendigen Sensorshift-Technik, bei der ein beweglicher Sensor Erschütterungen und Verwacklungen ausgleicht. Außerdem erhält die Hauptkamera (normaler Weitwinkel) einen neuen, größeren Sensor mit einer Pixelgröße von 1,7 µm gegenüber 1,4 μm beim iPhone 12. Bei der Pixelgröße schließt das iPhone 13 damit immerhin zum iPhone 12 Pro Max auf, das 2020 den größten Sensor hat. Damit soll die Hauptkamera 47 Prozent mehr Licht sammeln, folglich mehr Helligkeit einfangen und das Bildrauschen reduzieren, so dass die Bildqualität von Fotos und Videos bei wenig Licht (Nachtmodus) besser werden soll.
Der A15-Chip hilft mit Echtzeitberechnungen bei der Optimierung der Bildqualität. Über „fotografische Stile“ lassen sich Bildeinstellungen anpassen, der neue Kinomodus (Cinematographic Mode) erlaubt wie zuvor beim Porträt-Fotomodus einen unscharfen Hintergrund. Damit wirken Videos natürlicher. Die Fokusebene kann auch noch nachträglich per Fingertipp geändert werden.

## iPhone 13 mini
Die technischen Spezifikationen des iPhone 13 mini stimmen mit denen des iPhone 13 weitgehend überein. Die Unterschiede sind:
- Das iPhone 13 mini hat eine kleinere Bildschirmdiagonale von 5,4″, mit einer Auflösung 2340 × 1080 Pixel (entspricht 476 ppi). Damit ist es das iPhone mit der höchsten Pixeldichte.
- Die Gehäuseabmessungen (H × B × T) betragen 131,5 mm × 64,2 mm × 7,65 mm. Damit ist das iPhone 13 mini nahezu identisch mit dem Vorgänger iPhone 12 mini. Der einzige Unterschied liegt in der Tiefe es ist 0,25 mm dicker. Das Gewicht beträgt 140 g.
- Über MagSafe kann das iPhone 13 mini mit maximal 12 W geladen werden. Die Akkulaufzeit ist etwas kürzer als beim iPhone 13. Nach Angaben von Apple beträgt sie bis zu 17 Stunden bei der Video- sowie bis zu 55 Stunden bei der Musikwiedergabe.

## Probleme
Einige Nutzer von Modellen des iPhone 13 und 13 Pro berichten von horizontalen Streifen auf dem Display. Teilweise wird vermutet, dass das Problem von iOS 16 ausgelöst wird.

## Zugehörige Produkte
Der Hersteller bietet passendes Zubehör für die Geräte an. Darunter sind Hüllen aus Silikon oder klarem Plastik in verschiedenen Farben. Bis zum 12. September 2023 bot Apple ebenfalls Hüllen aus Leder an.
Weiteres Zubehör ist für die Funktion MagSafe erhältlich. Dazu gehören das „MagSafe Wallet“, in dem sich zum Beispiel Bank- und Kreditkarten unterbringen lassen und die „MagSafe Batterie“, mit der man dem Gerät extern zusätzliche Kapazität ähnlich einer Ladehülle bereitstellen kann.

## Preisgestaltung
Das iPhone 13 Mini kostete bei der Markteinführung am 17. September 2021 799 € (128 GB), 919 € (256 GB) und 1.149 € (512 GB). Das iPhone 13 hingegen kostete 899 € (128 GB), 1.019 € (256 GB) und 1.249 € (512 GB).
Nach der Vorstellung des iPhone 16 am 9. September 2024 wurde der Verkauf des iPhone 13 eingestellt und von der offiziellen Apple Homepage entfernt.
| Modell         | Speicher | 17. September 2021 |
| -------------- | -------- | ------------------ |
| iPhone 13 Mini | 128 GB   | 799 € (924 €)      |
| iPhone 13 Mini | 256 GB   | 919 € (1.063 €)    |
| iPhone 13 Mini | 512 GB   | 1.149 € (1.329 €)  |
| iPhone 13      | 128 GB   | 899 € (1.040 €)    |
| iPhone 13      | 256 GB   | 1.019 € (1.179 €)  |
| iPhone 13      | 512 GB   | 1.249 € (1.445 €)  |